# Jukstapozicija
Jukstapozicija (franc. juxtaposition, od lat. iuxta: pored, pokraj, uz + positio: položaj), u najopćenitijem smislu jest stavljanje uz, pokraj ili pored jedno drugoga.
Ekvivalent u gramatici bio bi sintaktički postupak stavljanja rečenica jedne uz drugu bez izričitog navođenja čestica za subordinaciju (npr. "Kiša pada, trava raste." i "Hrvatska reprezentacija je među najboljima u Europi, postat će prvak svijeta.").

## Drugo
U matematici jukstapozicija pak najčešće označava izostanak određenog simbola ako je iz konteksta jasno o čemu se radi. Primjer bi bio pisanje množenja u obliku {\displaystyle ab} (skraćeno od {\displaystyle a\cdot b}), gdje {\displaystyle a} i {\displaystyle b} označavaju proizvoljne prirodne brojeve.